# Thiase

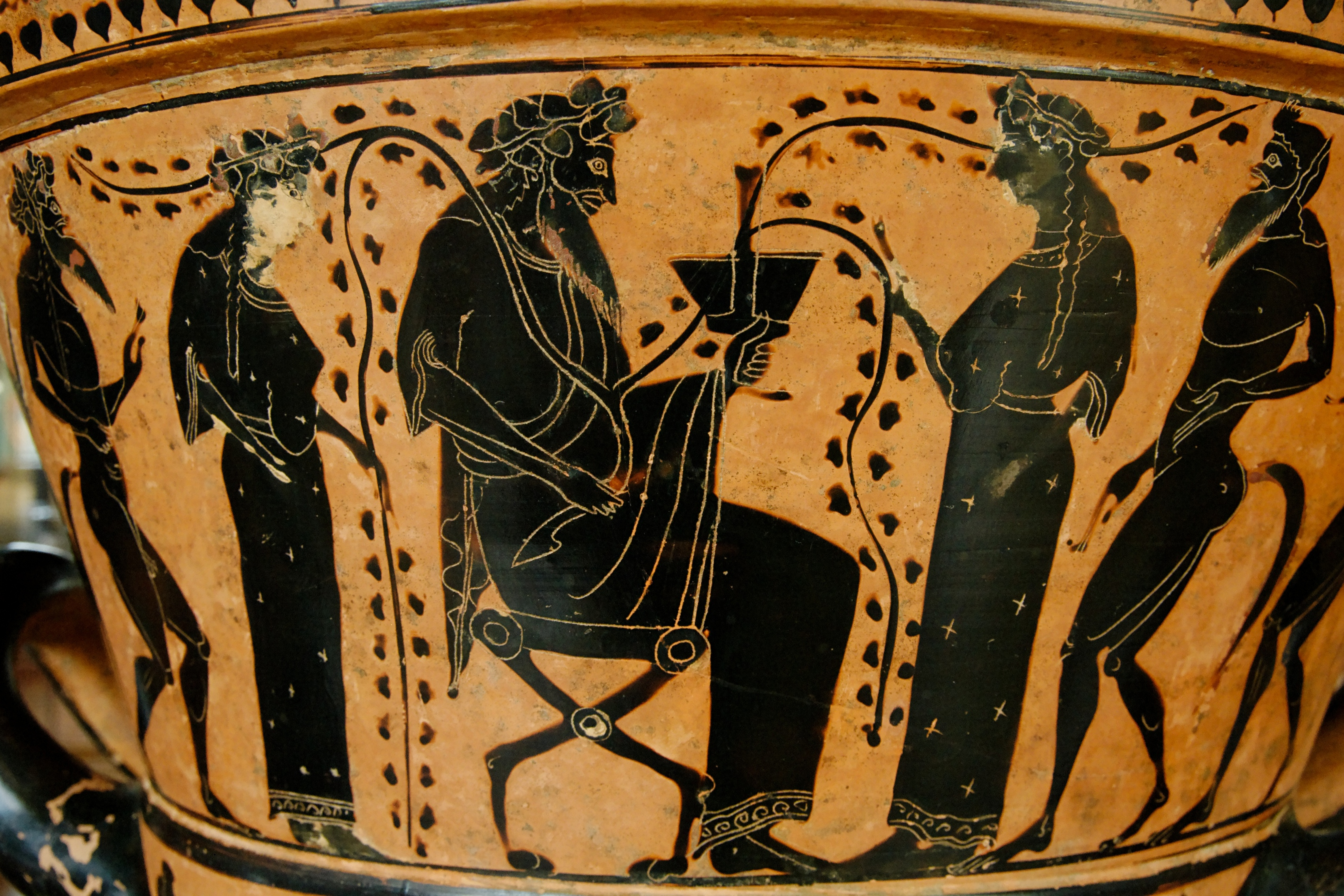
Dionysos et des membres de son thiase sur un cratère-psykter (525–500 av. J.-C.), musée du Louvre.

Dans la mythologie grecque, le thiase (parfois en français au féminin : la thiase) est le groupe de créatures qui accompagnent et servent Dionysos. Ce groupe est composé de satyres et de ménades.
Ce terme est également utilisé pour désigner les groupes d'adorateurs du dieu à travers le culte à mystères qui lui est dédié. Originellement uniquement composé de femmes, il devient progressivement mixte, et finit sous l'Empire romain par comporter également des jeunes hommes.

## Sources
- Robert Turcan, « Liturgies de l'initiation bacchique à l'époque romaine », Mémoires de l'Académie des inscriptions et belles-lettres, XXVII, Paris, 2003.